# Eulonchetron
Eulonchetron is een geslacht van vliesvleugeligen uit de familie Pteromalidae. De wetenschappelijke naam van dit geslacht is voor het eerst geldig gepubliceerd in 1966 door Graham.

## Soorten
Het geslacht Eulonchetron omvat de volgende soorten:
- Eulonchetron sinense Huang & Liu, 1993
- Eulonchetron torymoides (Thomson, 1878)